# لوكوموتيف ياروسلافل
لوكوموتيف ياروسلافل (بالروسية: Локомоти́в Яросла́вль) كان فريقًا روسيًا محترفًا لهوكي الجليد، يلعب في دوري الهوكي للقارات. يأتي اسم الفريق مشتقًا من مالكه، شركة السكك الحديدية الروسية، المشغلة الوطنية للسكك الحديدية في البلاد. في 7 سبتمبر، 2011 تحطمت طائرة تقل الفريق إلى مباراة في مينسك، وقتل 43 شخصًا، منهم أعضاء من فريق الهوكي المشارك في دوري الهوكي للصغار.

## وصلات خارجية
- الموقع الرسمي لفريق لكوموتيف ياروسلافل